# 羽林街道
羽林街道是中国浙江省绍兴市新昌县下辖的一个街道办事处，2006年9月，由原新昌县城关镇临江社区、拔茅片、大明片合并成立。面积85.5平方公里，涵盖了东至新林乡、大市聚镇，南至新昌江，西至新昌大桥及原西效乡与孟家塘乡分界线，北至嵊州市的黄泽镇、金庭镇的县境一部。民营经济发达，人口密集。街道属内有104国道、新昌江、黄泽江等重要公路、河流。羽林街道下辖社区1个，行政村42个。其办事处位于丽都花园。目前负责人为党委书记梁乐平、主任罗东祥。